# Воронюк Олексій Володимирович
Олексі́й Володи́мирович Вороню́к — солдат резерву Збройних сил України, кавалер ордена «За мужність».

## Нагороди
За особисту мужність і героїзм, виявлені у захисті державного суверенітету та територіальної цілісності України, вірність військовій присязі під час російсько-української війни
- нагороджений орденом «За мужність» III ступеня (26.2.2015).